# Tricky, Tricky
Tricky, Tricky è un singolo del cantante tedesco Lou Bega, pubblicato il 7 dicembre 1999 come terzo estratto dall'album A Little Bit of Mambo.

## Tracce
CD Maxi
1. Tricky, Tricky (Radio Version) – 3:17
2. Tricky, Tricky (Extended Mix) – 5:10
3. Tricky, Tricky (Tricky Club Mix) – 5:28
4. Tricky, Tricky (Instrumental) – 3:17

## Classifiche
| Classifica (2000) | Posizione massima |
| ----------------- | ----------------- |
| Stati Uniti       | 74                |
| Svezia            | 55                |